# Krzysztof Ratajski
Krzysztof Ratajski (Skarżysko-Kamienna, 1 januari 1977) is een Poolse darter die uitkomt voor de PDC.

## Carrière

### 2007 - 2013
Eén van Ratajski's eerste grotes run op een toernooi van de British Darts Organisation was in 2007 op de Czech Open, waarvan hij de halve finale bereikte.
In 2008 won hij het Denmark Open, een toernooi dat eerder werd gewonnen door onder andere Raymond van Barneveld. Ratajski versloeg de Hongaarse Nándor Bezzeg, de Finse Marko Kantele en de Belg Geert De Vos op weg naar de finale, waarin hij Fabian Roosenbrand versloeg.

 Op 4 december 2008 kwalificeerde Ratajski zich voor het BDO World Darts Championship 2009 en bemachtigde daarmee een van de vijf beschikbare plaatsen. De volgende dag nam Ratajski deel aan de Winmau World Masters 2009, maar verloor in de eerste ronde. 
Ratajski verloor eveneens in de eerste ronde van het BDO World Darts Championship.
Ratajski vertegenwoordigde, samen met Krzysztof Kciuk, Polen op de eerste editie van de PDC World Cup of Darts in 2010. Ze verloren met 2-6 in de eerste ronde van Nieuw-Zeeland. In 2013 nam Ratajski pas weer deel, opnieuw met Kciuk, aan de PDC World Cup of Darts. Ze gingen door naar de laatste 16, door als tweede te eindigen in hun groep.

### 2015
Ratajski verloor in de halve finale van de Polish Open met 5-2 van Scott Waites.
De Pool maakte zijn European Tour-debuut op de European Darts Trophy 2015. Hij werd in de eerste ronde met 6-5 uitgeschakeld door Adam Hunt.
Tijdens de Winmau World Masters werd hij met 3-2 uitgeschakeld door Martin Adams bij de laatste 16.

### 2016
Ratajski speelde in 2016 voor het eerst in de BDO World Trophy en verloor met 6-4 van Scott Waites.
Samen met Mariusz Paul vormde hij het Poolse koppel tijdens de PDC World Cup of Darts.
Hij kwalificeerde zich voor het International Darts Open en werd in de eerste ronde met 6-1 uitgeschakeld door Chris Dobey.

### 2017
Ratajski kwalificeerde zich voor het BDO World Darts Championship 2017. Hij behaalde zijn eerste twee overwinningen op het evenement, waaronder een 3-0 overwinning op Wesley Harms, voordat hij in de laatste 16 nipt verloor van Darius Labanauskas.
Bij de Winmau World Masters was Ratajski een ongeplaatste speler en moest hij in de eerste ronde starten. Hij versloeg tweevoudig regerend kampioen Glen Durrant in de kwartfinales, de Schotse Cameron Menzies in de halve finale en de nummer een van de BDO, Mark McGeeney, met 6-1 in de finale. Het was Ratajski's eerste grote titel op televisie. Door zijn toernooiwinst was hij ook gegarandeerd van een kwalificatie voor het BDO World Darts Championship. Hij wees echter zijn uitnodiging af. Dit ten gunste van een poging om zich te kwalificeren voor het rivaliserende PDC World Darts Championship van 2018. Hij wist zich daarvoor te kwalificeren als de best Oost-Europese speler op de PDC Pro Tour.
Ratajski's eerste optreden op een hoofdtoernooi van de PDC was tijdens de European Darts Championship 2017. Hij verloor in de eerste ronde met 6-3 in legs van de Schot Peter Wright. In 2018 haalde Ratajski de derde ronde van de Players Championship Finals, nadat hij knap met 6-5 van Gerwyn Price won, en met 6-3 van Adrian Lewis. In de derde ronde verloor hij met 4-10 van Danny Noppert.
Ook dit jaar nam hij deel aan de World Cup of Darts.

### 2018
In februari 2018 werd Ratajski de eerste Poolse speler die een PDC-evenement won. Hij versloeg Daryl Gurney met 6-4 in de finale van de zesde UK Open-kwalificatiewedstrijd. Door zijn mislukte poging om een tourkaart te bemachtigen op de Q-School in januari, moest hij deelnemen aan de Challenge Tour. Daarin won hij één evenement en behaalde ook nog een andere finale. Door deze successen kon hij tegen het einde van 2018 enkele Players Championships spelen.
Ratajski won zijn tweede PDC-titel op 20 oktober 2018, door Chris Dobey met 6-2 te verslaan in de finale van Players Championship 21. Ratajski won de volgende dag ook Players Championship 22. Ditmaal wist hij te winnen door Adrian Lewis met 6-4 te verslaan. 
Deze twee toernooiwinsten verzekerden hem van zijn plaats op het PDC World Darts Championship, de Players Championship Finals en de Grand Slam of Darts. Hij bemachtigde op deze manier ook zijn tourkaart voor 2019.
Wederom vertegenwoordigde hij zijn thuisland op de World Cup.

### 2019
Op zaterdag 22 juni won Ratajski Players Championship 17 door in de finale Nathan Aspinall te verslaan met 8-3. Op zaterdag 3 augustus wist hij ook Players Championship 21 te winnen. Ditmaal versloeg hij Dimitri Van den Bergh in de finale met 8-7. Hij behaalde nog twee finales van Players Championships, maar verloor daarin van respectievelijk Gerwyn Price en Peter Wright.
Op 29 september wist Ratajski de Gibraltar Darts Trophy te winnen. Hij versloeg Dave Chisnall in de finale met 8-2. Het was zijn eerste winst op de Europese Tour.
In november behaald hij zijn eerste kwartfinale op een televisietoernooi van de PDC: World Series of Darts Finals.
Wederom vertegenwoordigde hij Polen op de World Cup.

### 2020
Op 16 februari won Ratajski Players Championship 4. Hij versloeg Ian White in de finale met 8-7. Hetzelfde jaar bereikte hij nog twee finales van Players Championships. Tijdens de finale van Players Championship 23 gooide hij zijn tot dan hoogste geregistreerde gemiddelde: 112.50.
Ook dit jaar vertegenwoordigde hij Polen op de World Cup.

### 2021
Op 27 april gooide Ratajski een negendarter tijdens Players Championship 12.
Ratajski stond voor het eerst in een halve finale van een hoofdtoernooi van de PDC tijdens de World Matchplay. In deze halve finale stond hij tegenover Dimitri Van den Bergh. Aanvankelijk stond Ratajski op een 6-2 voorsprong, maar Van den Bergh pakte acht legs op rij. Ratajski pakte vervolgens nog drie legs, waarna de Belg er weer zeven op rij pakte en de wedstrijd won met 17-9. Later dat jaar zou Ratajski tijdens de World Series of Darts Finals in zijn tweede halve finale op een televisitoernooi van de PDC staan. Opnieuw zou hij hierin Van den Bergh treffen. De Belg wist ook deze wedstrijd te winnen. Ditmaal met 11-8 in legs.
Ratajski vormde opnieuw samen met Krzysztof Kciuk het Poolse koppel op de World Cup of Darts. In de koppelwedstrijd van de eerste ronde versloegen ze met 5-2 in legs de Tsjechen Karel Sedláček & Adam Gawlas. Dit deden ze met een gezamenlijk gemiddelde van 104.97 punten. In de tweede ronde stonden de Polen tegenover Schotland. Kciuk miste een matchdart in zijn individuele wedstrijd en zag vervolgens Peter Wright de wedstrijd winnen met 4-3 in legs. Ratajski zelf verloor zijn individuele wedstrijd van John Henderson met 4-2.
Zijn eerste titel van het jaar won Ratajski op 4 november. Dat deed hij door Joe Cullen met 8-7 in legs te verslaan in de finale van Players Championship 30, het laatste ProTour-evenement van het jaar. 

### 2022
In de tweede ronde van de European Darts Grand Prix behaalde Ratajski tegen Kim Huybrechts een score van 100% op zijn dubbels. Hij won de wedstrijd met 6-2. Een ronde later werd hij ondanks een gemiddelde van 106.39 uitgeschakeld door uiteindelijke finalist Rob Cross.
Op de World Cup wist het Poolse duo, dat Ratajski vormde met Sebastian Białecki, in de eerste ronde nipt te winnen van de Amerikanen Jules van Dongen en Danny Baggish. In de beslissende leg gooide Białecki een 180, misste Baggish een matchdart voor een 160-finish en greep Ratajski via dubbel twintig met 5-4 de overwinning voor het Poolse tweetal. In de tweede ronde waren Kim Huybrechts en Dimitri Van den Bergh uit België te sterk.
Ondanks een wat mindere periode op de Pro Tour, wist Ratajski net binnen de top-16 van de Order of Merit te blijven en zich zo als geplaatste speler te kwalificeren voor de World Matchplay. Zijn openingswedstrijd tegen Stephen Bunting won hij met een score van 10-6. In de tweede ronde mocht de Pool vervolgens aantreden tegen Peter Wright. Aanvankelijk stond zijn Schotse tegenstander op een voorsprong van 7-3, maar Ratajski wist vier legs op rij te pakken en zo de score gelijk te trekken naar 7-7. De spelers gingen vervolgens vrij gelijk op, waarbij Ratajski enkele dubbels miste om op een voorsprong van 9-10 te komen. Wel wist de Pool een verlenging van de wedstrijd af te dwingen en de score gelijk te trekken naar 11-11. Uiteindelijk won Wright de wedstrijd met 13-11.
Tijdens Players Championship 22 op 3 augustus versloeg Ratajski achtereenvolgend José Justicia, Tony Martinez, Florian Hempel, Gerwyn Price, Dimitri Van den Bergh en Danny Noppert. Op die manier plaatste hij zich voor de finale, waarin hij met 3-8 verloor van Nathan Aspinall.
Op het World Darts Championship 2023 was de Pool in ronde twee met 3-1 te sterk voor Danny Jansen, waarna hij met een uitslag van 1-4 niet opgewassen was tegen Dimitri Van den Bergh in ronde drie.

### 2023
Op 20 maart versloeg Ratajski tijdens Players Championship 8 achtereenvolgend Richie Burnett, Ryan Meikle, Boris Krčmar, Dave Chisnall met 107.80 gemiddeld, Brendan Dolan met 100.62 gemiddeld en Ricardo Pietreczko met 109.74 gemiddeld. De halve finale besloot hij met een maximale finish van 170. Uiteindelijk ging de Pool in de finale, die hij speelde tegen Gary Anderson, met 5-8 onderuit. Een dag eerder haalde hij op Players Championship 7 ook al de halve finale.
Tijdens Players Championship 9 wist de Pool nog een stap verder te gaan dan gedurende het voorgaande toernooi. Hij versloeg Matt Campbell, Darius Labanauskas, Boris Krčmar, Dave Chisnall, Josh Rock en Jonny Clayton voor een plek in de finale, waarin hij met een uitslag van 8-1 te sterk was voor Chris Landman.
Ratajski kwam op de World Cup of Darts opnieuw uit voor Polen, waarbij hij een duo vormde met Krzysztof Kciuk. De Polen lieten tijdens hun tweede groepswedstrijd, die zij speelden tegen de Litouwse Darius Labanauskas en Mindaugas Barauskas, een gezamenlijk gemiddelde van 118,10 noteren, waarmee zij het record van het hoogste gezamenlijke gemiddelde op de World Cup of Darts verbraken. Het oude record stond op naam van Michael van Gerwen en Raymond van Barneveld, die in 2014 tezamen 117,88 gemiddeld gooiden.
In september wist Ratajski op het German Darts Open langs Ricky Evans, Dave Chisnall, Danny Noppert en Josh Rock te gaan voor een plek in de finale. Daarin was de Pool te sterk voor Stephen Bunting met een uitslag van 8-3. Zo bemachtigde hij zijn tweede European Tour-titel.

### 2024
Ratajski wist de partij die hij in de tweede ronde van Players Championship 5 speelde tegen Nick Kenny af te sluiten met een gemiddelde van 115,35.
Op de World Cup of Darts vormde Ratajski een duo met Radosław Szagański. Het tweetal won in de groepsronde van de koppels uit Noorwegen en Hongarije. In de knock-outfase was Schotland te sterk.

### 2025
Op Players Championship 15 versloeg Ratajski Dylan Slevin, Jim Long, Jamai van den Herik, Carl Sneyd, Ross Smith en Scott Williams om de finale te bereiken, waarin hij met een uitslag van 8-4 en gemiddelde van 101,73 voorbijging aan Dave Chisnall.
Samen met Radosław Szagański kwam Ratajski op de World Cup of Darts uit voor Polen. Het koppel won in de groepsfase van het duo uit Zuid-Afrika, maar het tweetal uit Noorwegen te sterk. De Polen bereikten de knock-outfase daardoor niet.

## Prestatietabel
| Toernooi                     | 2010          | 2011          | 2012          | 2013          | 2014          | 2015          | 2016          | 2017          | 2018          | 2019          | 2020          | 2021 | 2022 | 2023 | 2024 | 2025 |
| ---------------------------- | ------------- | ------------- | ------------- | ------------- | ------------- | ------------- | ------------- | ------------- | ------------- | ------------- | ------------- | ---- | ---- | ---- | ---- | ---- |
| PDC World Championship       | Geen deelname | Geen deelname | Geen deelname | Geen deelname | Geen deelname | Geen deelname | Geen deelname | Geen deelname | 1R            | 1R            | 3R            | KF   | 2R   | 3R   | 3R   | 3R   |
| UK Open                      | Geen deelname | Geen deelname | Geen deelname | Geen deelname | Geen deelname | Geen deelname | Geen deelname | Geen deelname | 5R            | 6R            | 4R            | KF   | 4R   | 4R   | 5R   | 6R   |
| World Matchplay              | Geen deelname | Geen deelname | Geen deelname | Geen deelname | Geen deelname | Geen deelname | Geen deelname | Geen deelname | Geen deelname | 2R            | KF            | HF   | 2R   | 1R   | 2R   | GD   |
| World Grand Prix             | Geen deelname | Geen deelname | Geen deelname | Geen deelname | Geen deelname | Geen deelname | Geen deelname | Geen deelname | Geen deelname | 1R            | 1R            | KF   | 2R   | 2R   | GD   |      |
| European Championship        | Geen deelname | Geen deelname | Geen deelname | Geen deelname | Geen deelname | Geen deelname | Geen deelname | 1R            | GD            | 1R            | 1R            | 1R   | 1R   | 2R   | GD   |      |
| Grand Slam of Darts          | Geen deelname | Geen deelname | Geen deelname | Geen deelname | Geen deelname | Geen deelname | Geen deelname | Geen deelname | 2R            | GD            | GR            | GR   | GD   | 2R   | GD   |      |
| Players Championship Finals  | Geen deelname | Geen deelname | Geen deelname | Geen deelname | Geen deelname | Geen deelname | Geen deelname | Geen deelname | 3R            | 2R            | 1R            | 2R   | 3R   | 1R   | 2R   |      |
| The Masters                  | Geen deelname | Geen deelname | Geen deelname | Geen deelname | Geen deelname | Geen deelname | Geen deelname | Geen deelname | Geen deelname | Geen deelname | Geen deelname | 1R   | 2R   | 1R   | 2R   | VR   |
| World Cup of Darts           | 1R            | GE            | GD            | 2R            | GD            | GD            | 1R            | 1R            | 1R            | 2R            | 2R            | 2R   | 2R   | 2R   | 2R   | GR   |
| World Series of Darts Finals | Geen editie   | Geen editie   | Geen editie   | Geen editie   | Geen editie   | Geen deelname | Geen deelname | Geen deelname | Geen deelname | KF            | 2R            | HF   | GD   | 2R   | GD   |      |
| Statistieken carrière        |               |               |               |               |               |               |               |               |               |               |               |      |      |      |      |      |
| Ranking eind seizoen         | 176           | -             | -             | -             | -             | 164           | 174           | 77            | 54            | 20            | 15            | 12   | 18   | 24   | 31   |      |

|    | Toelichting   |
| #R | Ronde         |
| KF | Kwartfinale   |
| HF | Halve finale  |
| F  | Finale        |
| W  | Winnaar       |
| GE | Geen editie   |
| GD | Geen deelname |

## Gespeelde finales

### BDO
Hoofdtoernooien
| Resultaat | Nr. | Jaar | Kampioenschap        | Tegenstander  | Score | Variant |
| Winnaar   | 1.  | 2017 | Winmau World Masters | Mark McGeeney | 6 – 1 | Sets    |

### PDC
European Tour
| Resultaat | Nr. | Jaar | Kampioenschap          | Tegenstander    | Score | Variant |
| Winnaar   | 1.  | 2019 | Gibraltar Darts Trophy | Dave Chisnall   | 8 – 2 | Legs    |
| Winnaar   | 2.  | 2023 | German Darts Open      | Stephen Bunting | 8 – 3 | Legs    |

Players Championships
| Resultaat | Nr. | Jaar | Kampioenschap           | Tegenstander          | Score | Variant |
| Winnaar   | 1.  | 2018 | Players Championship 21 | Chris Dobey           | 6 – 2 | Legs    |
| Winnaar   | 2.  | 2018 | Players Championship 22 | Adrian Lewis          | 6 – 4 | Legs    |
| Winnaar   | 3.  | 2019 | Players Championship 17 | Nathan Aspinall       | 8 – 3 | Legs    |
| Winnaar   | 4.  | 2019 | Players Championship 21 | Dimitri Van den Bergh | 8 – 7 | Legs    |
| Runner-up | 5.  | 2019 | Players Championship 27 | Gerwyn Price          | 7 – 8 | Legs    |
| Runner-up | 6.  | 2019 | Players Championship 30 | Peter Wright          | 1 – 8 | Legs    |
| Winnaar   | 7.  | 2020 | Players Championship 04 | Ian White             | 8 – 7 | Legs    |
| Runner-up | 8.  | 2020 | Players Championship 18 | Gerwyn Price          | 5 – 8 | Legs    |
| Runner-up | 9.  | 2020 | Players Championship 23 | Joe Cullen            | 4 – 8 | Legs    |
| Winnaar   | 10. | 2021 | Players Championship 30 | Joe Cullen            | 8 – 7 | Legs    |
| Runner-up | 11. | 2022 | Players Championship 22 | Nathan Aspinall       | 3 – 8 | Legs    |
| Runner-up | 12. | 2023 | Players Championship 08 | Gary Anderson         | 5 – 8 | Legs    |
| Winnaar   | 13. | 2023 | Players Championship 09 | Chris Landman         | 8 – 1 | Legs    |
| Winnaar   | 14. | 2025 | Players Championship 15 | Dave Chisnall         | 8 – 4 | Legs    |

Challenge Tour
| Resultaat | Nr. | Jaar | Kampioenschap     | Tegenstander | Score | Variant |
| Runner-up | 1.  | 2018 | Challenge Tour 8  | Ted Evetts   | 1 – 5 | Legs    |
| Winnaar   | 2.  | 2018 | Challenge Tour 14 | Mick Todd    | 5 – 2 | Legs    |

UK Open Qualifier
| Resultaat | Nr. | Jaar | Kampioenschap       | Tegenstander | Score | Variant |
| Winnaar   | 1.  | 2018 | UK Open Qualifier 6 | Daryl Gurney | 6 – 4 | Legs    |

## Resultaten op Wereldkampioenschappen

### BDO
- 2009: Laatste 32 (verloren van Edwin Max met 2-3)
- 2017: Laatste 16 (verloren van Darius Labanauskas met 2-4)

### PDC
- 2018: Laatste 64 (verloren van James Wilson met 1-3)
- 2019: Laatste 96 (verloren van Seigo Asada met 2-3)
- 2020: Laatste 32 (verloren van Nathan Aspinall met 3-4)
- 2021: Kwartfinale (verloren van Stephen Bunting met 3-5)
- 2022: Laatste 64 (verloren van Steve Lennon met 1-3)
- 2023: Laatste 32 (verloren van Dimitri Van den Bergh met 1-4)
- 2024: Laatste 32 (verloren van Jonny Clayton met 2-4)
- 2025: Laatste 32 (verloren van Kevin Doets met 3-4)

## Resultaten op de World Matchplay
- 2019: Laatste 16 (verloren van Rob Cross met 5-11)
- 2020: Kwartfinale (verloren van Michael Smith met 13-16)
- 2021: Halve finale (verloren van Dimitri Van den Bergh met 9-17)
- 2022: Laatste 16 (verloren van Peter Wright met 11-13)
- 2023: Laatste 32 (verloren van Nathan Aspinall met 7-10)
- 2024: Laatste 16 (verloren van Andrew Gilding met 5-11)

## Privé
Ratajski heeft een relatie met dartspeelster Karolina Podgórska.

 Hij neemt zijn vrouw zelden mee naar toernooien. Hij beweert dat hij vaak verliest als zij meegaat en daarom steunt ze hem meestal vanuit huis.